# بادي كوين
بادي كوين (بالإنجليزية: Paddy Quinn)‏ هو لاعب كرة قاعدة أمريكي، ولد في 1 أغسطس 1849 في شيكاغو في الولايات المتحدة، وتوفي بنفس المكان في 2 يناير 1909.

## وصلات خارجية
- بادي كوين على موقع دوري كرة القاعدة الرئيسي (الإنجليزية)
- بادي كوين على موقعبيزبول رفرنس.كوم (الدوري الرئيسي) (الإنجليزية)
- بادي كوين على موقع مشجعي الرسوم البيانية (الإنجليزية)